# Aechmea cylindrata
Aechmea cylindrata es una especie de bromeliácea típica del Cerrado en Brasil. Es frecuentemente usada como ornamental. 
Esta especie es citada en Flora Brasiliensis por Carl Friedrich Philipp von Martius.

## Taxonomía
Aechmea cylindrata fue descrita por Lyman Bradford Smith y publicado en Kongliga Svenska Vetenskaps Academiens Handlingar, n.s. III. 24(8): 32, t. 8, f. 28–35. 1891.
Etimología
Aechmea: nombre genérico que deriva del griego akme ("punta"), en alusión a los picos rígidos con los que está equipado el cáliz.
cylindrata: epíteto latino que significa "cilíndrica".
Sinonimia
- Aechmea hyacinthus F.Muell.
- Ortgiesia cylindrata (Lindm.) L.B.Sm. & W.J.Kress